# Cyaniris cyaniris
Cyaniris cyaniris är en fjärilsart som beskrevs av Druce. Cyaniris cyaniris ingår i släktet Cyaniris och familjen juvelvingar. Inga underarter finns listade i Catalogue of Life.